# Battaglia di New Orleans
La battaglia di New Orleans fu l'ultima battaglia della guerra anglo-americana del 1812, combattuta nonostante il fatto che più di due settimane prima fosse stato firmato il trattato di Gand, che poneva fine alla contesa. Lo svolgimento della battaglia fu dovuto al fatto che la notizia della stipula della pace non fece in tempo a giungere fino a New Orleans, non essendo ancora stato inventato il telegrafo.

## Storia
La battaglia si svolse a New Orleans lunedì 8 gennaio 1815 tra le forze americane comandate dal futuro presidente Andrew Jackson e gli inglesi, guidati dal generale Edward Michael Pakenham, cognato di Wellington, che avevano occupato la cittadina e diverse zone occidentali.
L'inutilità della battaglia, che vide più di 1 500 caduti tra morti e feriti, tra i quali lo stesso comandante inglese, era dovuta alla sottoscrizione del trattato di Gand, stipulato il 24 dicembre 1814, con il quale entrambi i contendenti s'impegnavano a restituire le terre occupate, in restaurazione delle situazioni precedenti la guerra.

## Nella musica
- Alla battaglia di New Orleans è dedicata una canzone crossover entrata a far parte del patrimonio folk statunitense, scritta da Jimmy Driftwood ed intitolata appunto Battle of New Orleans, che è stata cantata da diverse star della musica country fra cui Johnny Cash, Johnny Horton, Dolly Parton e Nitty Gritty Dirt Band e suonata dai Deep Purple nell'album Turning To Crime.
- È citata nella prima strofa della canzone di Phil Ochs I Ain't Marching Anymore.